# Kodai Sakamoto
Kodai Sakamoto (født 20. september 1995) er en japansk fodboldspiller, som spiller for den japanske fodboldklub Roasso Kumamoto.